# Северна новогвинейска храстова червеногръдка
Северна новогвинейска храстова червеногръдка (Drymodes superciliaris) е вид птица от семейство Petroicidae.

## Разпространение
Видът е разпространен в Австралия, Индонезия и Папуа Нова Гвинея.